# Jean-Paul Delevoye
Jean-Paul Delevoye (ur. 22 stycznia 1947 w Bapaumeie) – francuski polityk, menedżer i samorządowiec, parlamentarzysta, w latach 2002–2004 minister służb publicznych, następnie do 2011 francuski ombudsman.

## Życiorys
Pracował jako dyrektor przedsiębiorstw branży spożywczej.
Działał w gaullistowskim Zgromadzeniu na rzecz Republiki, z którym dołączył do Unii na rzecz Ruchu Ludowego. Pełnił różne funkcje w administracji samorządowej. Od 1974 był radnym Bapaume, zaś w latach 1982–2014 merem tej miejscowości. Od 1980 do 2001 zasiadał w radzie departamentu Pas-de-Calais. W latach 1992–2002 był prezesem stowarzyszenia AMF, organizacji zrzeszającej francuskich burmistrzów.
Z ramienia RPR w latach 1986–1988 sprawował mandat posła do Zgromadzenia Narodowego. Od 1992 do 2002 wchodził w skład francuskiego Senatu.
Od maja 2002 do marca 2004 zajmował stanowisko ministra służb publicznych w dwóch gabinetach, na czele których stał Jean-Pierre Raffarin. Od kwietnia 2004 do marca 2011 sprawował urząd francuskiego rzecznika praw obywatelskich (médiateur de la République). W 2010 dołączył do Rady Gospodarczej, Społecznej i Środowiskowej, w latach 2010–2015 pełnił funkcję przewodniczącego tej instytucji.
Później związał się z ugrupowaniem En Marche!, w 2017 kierował komisją wyborczą tego ugrupowania, nadzorującą wyłanianie kandydatów na deputowanych. We wrześniu 2019 otrzymał nominację na wysokiego komisarza do spraw emerytur przy minister Agnès Buzyn, dołączając tym samym do rządu Édouarda Philippe’a. Ustąpił już w grudniu tegoż roku w związku z zarzutem komfliktu interesów.